# Indulis Bērziņš

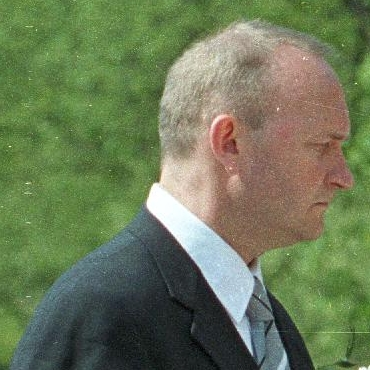
Indulis Bērziņš (2002)

Indulis Bērziņš (* 4. Dezember 1957 in Madona, Lettische SSR) ist ein lettischer Politiker, der unter anderem zwischen 1999 und 2002 Außenminister war.

## Leben
Nach dem Schulbesuch begann Bērziņš ein Studium der Geschichtswissenschaften an der Universität Lettlands, das er 1981 abgeschlossen hatte. Er erzielte erstmals landesweite Aufmerksamkeit zwischen 1988 und 1989 als Moderator der sehr populären Fernsehsendung Apvarsnis („Horizont“). Diese war eine der ersten Sendungen, die Dogma und Doktrin des bisherigen staatlichen Rund- und Fernsehprogramms herausforderte.
Seine politische Unabhängigkeit zeigte sich auch darin, dass er das dritte registrierte Mitglied der politischen Partei Latvijas Tautas Fronte („Volksfront“) in Jelgava wurde. Die „Volksfront“ war die erste Partei, die sich für die Herstellung der Souveränität Lettlands einsetzte. Später gehörte er zu den Mitgründern einer weiteren Partei, Latvijas Ceļš („Lettlands Weg“), und übernahm dort rasch eine führende Rolle.
Nach seiner Wahl zum Abgeordneten der Saeima war er zwischen 1993 und 1995 stellvertretender Vorsitzender der Fraktion der Partei Lettlands Weg sowie von 1998 und 1999 stellvertretender Sprecher der Saeima und somit Vizepräsident des Parlaments.
Am 16. Juli 1999 wurde Bērziņš als Außenminister in das Kabinett von Ministerpräsident Andris Šķēle berufen und behielt dieses Amt auch in der Regierung von dessen Nachfolger, Andris Bērziņš, bis zum 7. November 2002. Als Außenminister setzte er die Kontinuität der lettischen Außenpolitik fort, indem er die Verhandlungen zum Beitritt Lettlands in die Europäische Union und die NATO weiterführte. Des Weiteren versuchte er Sicherheit, Wohlstand und die guten Beziehungen zu den Nachbarstaaten des Baltikums zu verbessern.
Von Mai 2003 bis Januar 2005 vertrat Bērziņš sein Land als Botschafter in Dänemark; anschließend wechselte er in gleicher Funktion nach Großbritannien.